# Tetrarogidae
Tetrarogidae är en familj av fiskar som ingår i ordningen kindpansrade fiskar. Enligt Catalogue of Life omfattar familjen Tetrarogidae 42 arter.
Arterna förekommer i Indiska oceanen och i västra Stilla havet. De flesta lever i saltvatten, bara Notesthes robusta och Neovespicula depressifrons hittas även i bräckt vatten samt i sötvatten. Medlemmarna i familjen vistas nära havsbotten och jagar kräftdjur samt andra fiskar.
Det vetenskapliga namnet är bildat av de grekiska oren tetra (fyra) och rogos (veckig).
Släkten enligt Catalogue of Life:
- Ablabys
- Centropogon
- Coccotropsis
- Cottapistus
- Glyptauchen
- Gymnapistes
- Liocranium
- Neocentropogon
- Neovespicula
- Notesthes
- Ocosia
- Paracentropogon
- Pseudovespicula
- Richardsonichthys
- Snyderina
- Tetraroge
- Vespicula